# Bud Abbott
Pour les articles homonymes, voir William Abbott et Abbott.
William Alexander Abbott alias Bud Abbott, né le 2 octobre 1895 à Asbury Park (New Jersey), mort le 24 avril 1974 à Woodland Hills (Californie), est un acteur, humoriste et producteur de cinéma américain.

## Biographie
Bud Abbott est connu principalement pour son rôle de faire-valoir dans le duo comique Abbott et Costello, qu'il formait avec Lou Costello. Il a également une étoile sur le Hollywood Walk of Fame.

## Filmographie
- 1940 : Une nuit sous les tropiques (One Night in the Tropics), de A. Edward Sutherland
- 1941 : Fantômes en vadrouille (Hold that ghost), de Arthur Lubin
- 1941 : Deux Nigauds soldats (Buck Privates), de Arthur Lubin
- 1941 : Deux Nigauds marins (In the Navy), de Arthur Lubin
- 1941 : Deux Nigauds aviateurs (Keep'em flying), de Arthur Lubin
- 1941 : Deux Nigauds cowboy (Ride 'Em Cowboy), de Arthur Lubin
- 1942 : Rio Rita, de S. Sylvan Simon
- 1942 : Deux Nigauds dans une île (Pardon My Sarong), d'Erle C. Kenton
- 1942 : Deux Nigauds détectives (Who Done It?) d'Erle C. Kenton
- 1943 : Deux Nigauds dans la neige (Hit The Ice), de Charles Lamont : Flash Fulton
- 1943 : Deux Nigauds dans le foin (It Ain't Hay), d'Erle C. Kenton
- 1944 : Aventures au harem (Lost in a Harem) de Charles Reisner : Peter Johnson
- 1944 : Hommes du monde (In Society) de Jean Yarbrough
- 1945 : Show Boat en furie (The Naughty Nineties), de Jean Yarbrough
- 1945 : Deux Nigauds au collège (Here Come the Co-eds) de Jean Yarbrough
- 1945 : Abbott et Costello à Hollywood (Abbott and Costello in Hollywood), de S. Sylvan Simon
- 1946 : Deux Nigauds dans le manoir hanté (The Time of Their Lives), de Charles Barton
- 1946 : Deux Nigauds vendeurs (Little Giant), de William A. Seiter
- 1947 : Deux Nigauds démobilisés (Buck Privates Come Home), de Charles Barton
- 1947 : Deux Nigauds et leur veuve (The Wistful Widow of Wagon Gap), de Charles Barton
- 1948 : Deux Nigauds contre Frankenstein (Abbott and Costello meet Frankenstein), de Charles Barton : Chick Young
- 1948 : Trente-six Heures à vivre (The Noose Hangs High), de Charles Barton
- 1948 : Deux Nigauds toréadors (Mexican Hayride), de Charles Barton
- 1949 : Deux Nigauds chez les tueurs (Abbott and Costello Meet the Killer, Boris Karloff), de Charles Barton
- 1950 : Deux Nigauds légionnaires (Abbott and Costello in the Foreign Legion), de Charles Lamont
- 1951 : Deux Nigauds contre l'homme invisible (Abbott and Costello Meet the Invisible Man), de Charles Lamont
- 1951 : Deux Nigauds chez les barbus (Comin' Round the Mountain) de Charles Lamont
- 1952 : Deux Nigauds en Alaska (Lost in Alaska) de Jean Yarbrough
- 1952 : Les Joyeux Pirates (Abbott and Costello Meet Captain Kidd) de Charles Lamont
- 1952 : La Poule aux œufs d'or (Jack and the Beanstalk) de Jean Yarbrough
- 1953 : Deux Nigauds chez Vénus (Abbott and Costello Go to Mars), de Charles Lamont
- 1953 : Deux Nigauds contre le Dr Jekyll et Mr Hyde (Abbott and Costello Meet Dr Jekyll and Mr. Hyde), de Charles Lamont
- 1955 : Abbott et Costello (Abbott & Costello meet the Keystone Kops), de Charles Lamont
- 1955 : Deux Nigauds et la momie (Abbott and Costello Meet the Mummy), de Charles Lamont
- 1956 : Deux Nigauds dans le pétrin (en) (Dance with Me Henry), de Charles Barton
- 1965 : The World of Abbott and Costello